# Arbuzînka
Arbuzînka (în ucraineană Арбузинка) este așezarea de tip urban de reședință a raionului Arbuzînka din regiunea Mîkolaiiv, Ucraina. În afara localității principale, mai cuprinde și satele Poleanka și Vîșneve.

## Demografie
Componența lingvistică a așezării de tip urban Arbuzînka
     Ucraineană (93,7%)
     Rusă (3,89%)
     Română (1,49%)
     Alte limbi (0,63%)
Conform recensământului din 2001, majoritatea populației așezării de tip urban Arbuzînka era vorbitoare de ucraineană (93,7%), existând în minoritate și vorbitori de rusă (3,89%) și română (1,49%).